# Odyssefs Meladinis
Odyssefs Meladinis (5 april 1990) is een Grieks zwemmer die is gespecialiseerd in de vrije slag. 

## Biografie
Op de Wereldkampioenschappen zwemmen 2015 eindigde Meladinis 12e op 50m vrije slag. 

## Internationale toernooien
| Jaar | Olympische Spelen  | WK langebaan                                                 | WK kortebaan       | EK langebaan                                                | EK kortebaan  |
| ---- | ------------------ | ------------------------------------------------------------ | ------------------ | ----------------------------------------------------------- | ------------- |
| 2011 |                    | 33e 50m vrije slag 30e 100m vrije slag                       |                    |                                                             | geen deelname |
| 2012 | geen deelname      |                                                              | geen deelname      | geen deelname                                               | geen deelname |
| 2013 |                    | geen deelname                                                |                    |                                                             | geen deelname |
| 2014 |                    |                                                              | geen deelname      | geen deelname                                               |               |
| 2015 |                    | 12e 50m vrije slag 26e 100m vrije slag 14e 4x100m vrije slag |                    |                                                             | geen deelname |
| 2016 | 5-21 augustus 2016 |                                                              | 7-11 december 2016 | 12e 50m vrije slag 33e 100m vrije slag 4e 4x100m vrije slag |               |

## Persoonlijke records
Bijgewerkt tot en met 25 september 2015
Kortebaan
| Afstand         | Tijd  | Datum            | Plaats |
| --------------- | ----- | ---------------- | ------ |
| 50m vrije slag  | 23,17 | 17 november 2013 | Athene |
| 100m vrije slag | 50,30 | 16 november 2013 | Athene |

Langebaan
| Afstand         | Tijd  | Datum           | Plaats  |
| --------------- | ----- | --------------- | ------- |
| 50m vrije slag  | 22,14 | 7 augustus 2015 | Kazan   |
| 100m vrije slag | 49,07 | 1 maart 2015    | Piraeus |